# Ambystoma andersoni
El ajolote moteado (Ambystoma andersoni), también conocido como ajolote leopardo, ajolote jaguar, achoque de Zacapu, salamandra de Anderson, ajolote de la laguna de Zacapu o achoque purépecha, es una especie de anfibio caudado ambistomátido endémico de la laguna de Zacapu, ubicada en el estado de Michoacán, México, a 2,000 m s. n. m. Fue descrito por Ronald A. Brandon y Salome Litwin Krebs en 1984.
Requiere de un hábitat acuático limpio y fresco como el que encuentra en dicha laguna, considerada en buen estado de conservación y decretada recientemente Sitio RAMSAR.

## Etimología
El epíteto específico de A. andersoni es en referencia a James Anderson, un herpetólogo del Museo Americano de Historia Natural, que realizó un extenso trabajo de campo estudiando al género Ambystoma y otros anfibios y reptiles en México.

## Descripción
Como todas las especies neoténicas del género Ambystoma, A. andersoni conserva sus características larvales en la edad adulta, no pasando por una metamorfosis en la naturaleza, y las que son inducidas a hacerlo artificialmente normalmente no sobreviven. El ajolote jaguar adulto mantiene las branquias externas de tamaño mediano con filamentos de color rojo brillante y una aleta caudal prominente. Tiene una cabeza grande y extremidades pequeñas con dedos palmeados en las patas posteriores, al igual que los renacuajos. La especie es de color anaranjado pardo a rojo brillante con puntos negros en todo el cuerpo.
Los renacuajos de A. andersoni tienen una longitud entre 10 y 15 milímetros. Aproximadamente a 25 días después de la eclosión, se desarrollan sus extremidades anteriores hacia la parte posterior del cuerpo. El ajolote jaguar alcanza su etapa juvenil a los 105 días después de la eclosión.
Ambystoma andersoni alcanza la madurez sexual al año de edad, con una longitud hocico-cloaca de 8,7 cm, lo que se puede observar por la hinchazón de las paredes cloacales, y se cree que tiene una tasa comparable de crecimiento, edad y tamaño en la madurez como Ambystoma mexicanum. El ajolote leopardo adulto tiene un cuerpo robusto, de cola corta y con branquias, los adultos tienen en promedio longitud de 16,2 a 23,5 cm.

### Diferencias con especies similares
A. andersoni es una especie similar a A. dumerilii, en que también tiene pies cortos con dedos palmeados y 14-25 branquias ramificadas, pero aun así se pueden diferenciar por las siguientes características:
- Un color marrón rojizo con manchas en A. andersoni, mientras que A. dumerilii presenta un color uniformemente marrón sin manchas.
- A. dumerilii tiene branquias hiperfilamentosas, un ojo más pequeño, huevos más pequeños y un tamaño corporal más grande en la madurez sexual.[3]

## Reproducción
El periodo de reproducción del achoque purépecha es amplio, desde diciembre hasta septiembre (primavera/verano). Las hembras pueden poner entre once y catorce huevos por masa cada ocho meses, los cuales suelen ser puestos en diferentes sustratos, desde la vegetación acuática hasta las redes colocadas por pescadores. Los huevos de A. andersoni son pigmentados de color marrón amarillento oscuro, esto para proteger al feto contra los rayos ultravioleta; los huevos miden 2,3 mm de diámetro aproximadamente. La cápsula del huevo tiene la propiedad de concentrar el calor.

## Distribución y hábitat
Esta especie es nativa del municipio de Zacapu en Michoacán, México, específicamente en la laguna de Zacapu, la cual está rodeada por zona urbana; la vegetación interna de la laguna se trata de tulares y lirios. El achoque se encuentra generalmente dónde hay manantiales que alimentan la laguna. Esta laguna es utilizada como balneario, además que en uno de sus canales salientes se arrojan desechos tanto de drenaje como industriales.

## Estado de conservación
Las presiones y amenazas como la introducción de peces depredadores y la extracción de ajolotes para consumo humano y medicinal representan un problema importante. También amenazan a la especie la contaminación de arroyos y canales circundantes, el crecimiento de la mancha urbana y las actividades turísticas. En México, la NOM-059-SEMARNAT-2010 considera a esta salamandra como especie sujeta a protección especial; la UICN-2019 como en peligro crítico.